# Kostoľany pod Tribečom
Kostoľany pod Tribečom (slowakisch 1927–1948 „Gýmešské Kostolany“ – bis 1927 „Dýmeš Kostolany“; ungarisch Gímeskosztolány – älter auch Ghymeskosztolány u. ä.) ist ein Ort und eine Gemeinde im Westen der Slowakei, mit 335 Einwohnern (Stand 31. Dezember 2024). Sie gehört zum Okres Zlaté Moravce, einem Kreis der höheren Verwaltungseinheit Nitriansky kraj.

## Geographie

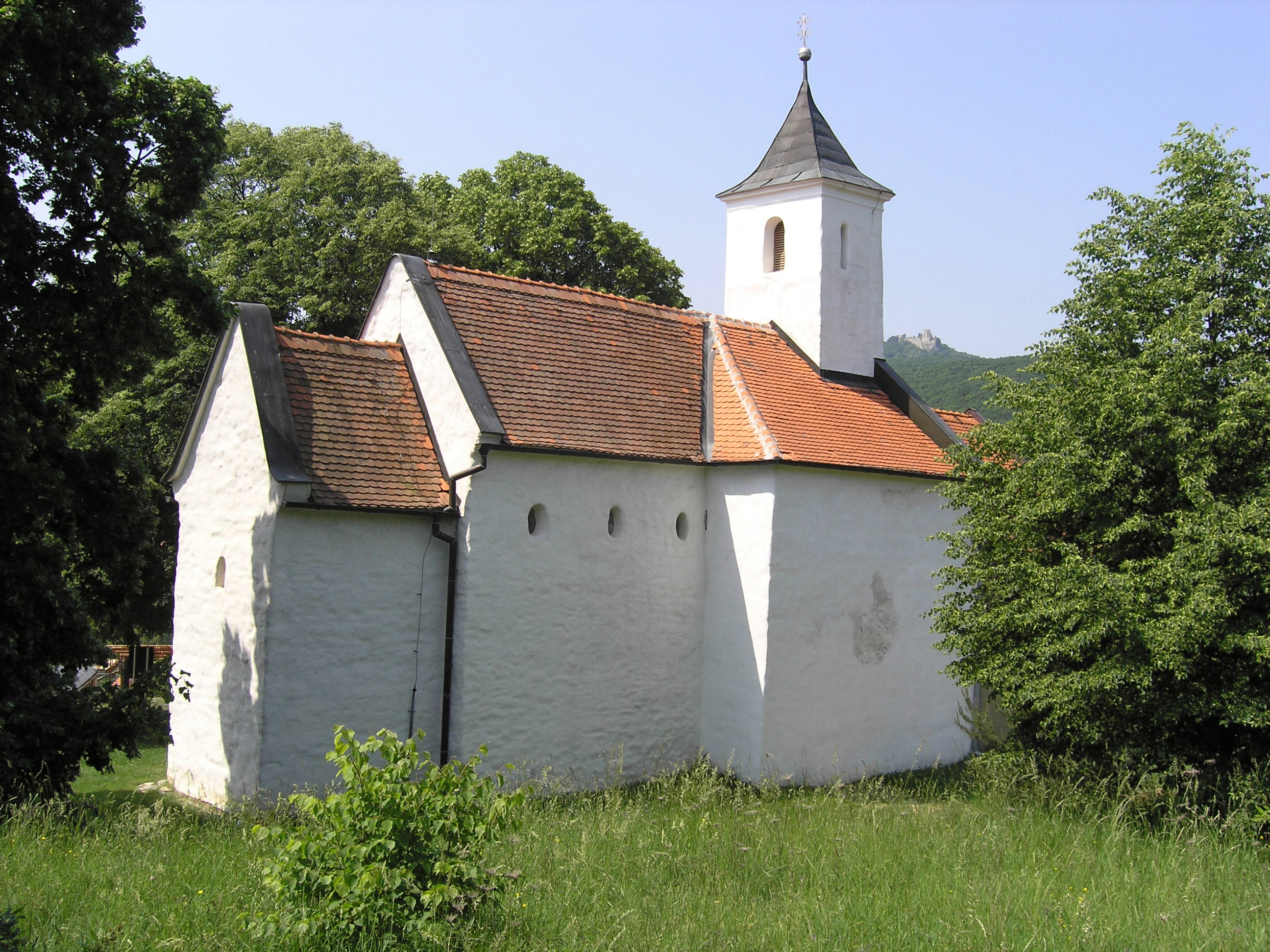
Kirche des heiligen Georg im Ort

Die Gemeinde liegt innerhalb des Gebirges Tribeč, fast völlig von den Rücken umschlossen, nur nach Süden fließt der Bach Drevenica (rechter Zufluss der Žitava) in das Donauhügelland. Bedeutende Berge in der Umgebung sind der Veľký Tribeč (830 m n.m.) nördlich, der Veľký Lysec (547 m n.m.) östlich und der Dúň (514 m n.m.) westlich des Ortes. Kostoľany pod Tribečom ist 16 Kilometer von Zlaté Moravce und 22 Kilometer von Nitra entfernt.

## Geschichte
Der Ort wurde zum ersten Mal 1113 in den Zoborer Urkunden als Costelan erwähnt. Die bis in vorromanische Zeit zurückgehende katholische Kirche des heiligen Georg enthält Wandmalereien, die vermutlich im 11. Jahrhundert entstanden, als die Steinkirche erbaut wurde. Romanische Wandmalereien sind in der Slowakei selten und fast nur in Dorfkirchen erhalten, zu denen außerdem die Kirchen in Šivetice und Dravce gehören.
Der westliche Teil gehörte anfangs zum Herrschaftsgut der Burg Gýmeš die im 13. Jahrhundert den ganzen Ort erwarb, der östliche hingegen zur Abtei Zobor. Im frühen 14. Jahrhundert gehörte sie zum Oligarchen Matthäus Csák, seit 1386 zum Geschlecht Forgách. Die Bevölkerung war überwiegend in Landwirtschaft beschäftigt, im 19. Jahrhundert gab es hier ein Parkettbrettwerk. 1828 zählte man 62 Häuser und 432 Einwohner.

## Bevölkerung
| Jahr                | 1994 | 2004     | 2014 | 2024    |
| ------------------- | ---- | -------- | ---- | ------- |
| Anzahl der Personen | 412  | 349      | 349  | 335     |
| Unterschied         |      | −15,29 % | +0 % | −4,01 % |

| Jahr                | 2023 | 2024    |
| ------------------- | ---- | ------- |
| Anzahl der Personen | 331  | 335     |
| Unterschied         |      | +1,20 % |